# Etnossemiótica
A etnossemiótica é uma perspectiva disciplinar que combina a conceitualidade semiótica e a metodologia etnográfica.

## Definição
É definida pela primeira vez por Algirdas Julien Greimas e por Joseph Courtés no Dicionário de Semiótica:
"A etnossemiótica não é, para dizer a verdade, uma semiótica autônoma –  entraria, então, em concorrência com uma área de conhecimento já constituída sob o nome de etnologia ou de antropologia, cuja contribuição ao surgimento da própria semiótica é considerável – , mas uma área privilegiada de curiosidade e de exercícios metodológicos [...] 6. Visto que a semiótica geral autoriza a tratar como discursos ou textos as cadeias sintagmáticas não linguísticas (gestuais, somáticas, etc), o quadro de exercício da etnolinguística se expande em direção a uma etnossemiótica: as análises, ainda pouco numerosas, dos rituais e dos cerimoniais, permitem supor que a etnologia seja suscetível a tornar-se, um vez mais, o lugar privilegiado da construção de modelos gerais de comportamentos significantes."
Nos anos 2000, na Itália, a disciplina vê um renovado interesse graças aos estudos e às pesquisas de Maurizio del Ninno, Tarcisio Lancioni e Francesco Marsciani. Sob a orientação de Francesco Marsciani surge em Bolonha, em 2007, o CUBE (Centro Universitário Bolonhese de Etnossemiótica), ainda ativo em vários campos de investigação. Em 2015, através do Cube, nascem a coleção Quaderni di Etnosemiotica (Cadernos de Etnossemiótica) e o Laboratorio di Etnosemiotica (Laboratório de Etnossemiótica).

## Foco e âmbitos de pesquisa
O etnossemiólogo se ocupa da análise de sistemas significantes individuados – através da observação e da aplicação da metodologia etnográfica – dentro de específicos contextos culturais. As principais pesquisas conduzidas até o momento focaram-se em espaço urbano, terapia, ritual, folclore, práticas cotidianas.
Na Itália, é possível distinguir duas escolas de pensamento concebidas na área da etnossemiótica.
- Uma orientação urbinate (de Urbino), fundada por Maurizio del Ninno, que se ocupou principalmente em seguir os passos teóricos de Claude Lévi-Strauss e Georges Dumézil, muito próxima à antropologia social francesa.
- Uma orientação bolonhesa-sienesa (de Bolonha e Siena), fundada por Tarcisio Lancioni e Francesco Marsciani, que se dedicaram a construir um corpus metodológico e conceitual eficaz para a aplicação da análise semiótica em diversos âmbitos do cotidiano.

A partir de 2015, o Laboratório de Etnossemiótica realiza pesquisas seja em âmbito teórico que metodológico, procurando conciliar as linhas de investigação das duas escolas. Criado no CUBE, ativo na Universidade de Bolonha, desenvolve pesquisas multidisciplinares. A sinergia entre observação etnográfica e análise dos valores manifestados oferece resultados eficazes do ponto de vista da capacidade descritiva dos fenômenos sociais.

## Ligações Externas
- (ita) CUBE - Centro Universitário Bolonhese de Etnossemiótica
- (ita) Etnosemiotica.it - Maurizio Del Ninno
- (ita) Laboratório de Etnossemiótica